# Hieracium abbrevians
Hieracium abbrevians, privremeno prihvaćen naziv za vrstu runjike, trajnicu iz porodice glavočika. Endem je u Finskoj i opisana 1925.